# Henry Stephens Salt
Pour les articles homonymes, voir Salt.
Henry Stephens Salt (20 septembre 1851 - 19 avril 1939) était un écrivain anglais et militant influent pour des réformes sociales dans les prisons, écoles, institutions économiques et le traitement des animaux. Il était pacifiste et contre la vivisection. C'était aussi un critique littéraire, biographe, un expert en littérature antique et un naturaliste. Ce fut lui qui présenta à Gandhi les travaux de Henry David Thoreau qui l'influencèrent beaucoup dans les domaines de la non-violence et de le désobéissance civile.
Il fut membre de la Fellowship of the New Life.

## Œuvres
Salt a écrit plus de 40 livres, plus de nombreux pamphlets et articles. La liste suivante en est une sélection :
- (en) A Plea for Vegetarianism and Other Essays, Manchester, The Vegetarian Society, 1886   (Wikisource anglophone)
- A Shelley Primer (1887)
- Life of H.D. Thoreau (1890)
- Animals' Rights: Considered in Relation to Social Progress (1892)
- Quotes & Extraits de Animals' Rights (1892)
- Richard Jefferies: A Study (1894)
- Selections from Thoreau (1895)
- Percy Bysshe Shelley: Poet and Pioneer (1896)
- Animal Protection in France avec Atherton Curtis (1900)
- Richard Jefferies: His Life and His Ideas (1905)
- The Faith of Richard Jefferies (1906)
- Cambrian and Cumbrian Hills: Pilgrimages to Snowdon and Scafell (1908)
- The Humanities of Diet (1914) ( Extraits)
- Seventy Years among Savages (1921)
- Call of the Wildflower (1922)
- The Story of My Cousins (1923)
- Our Vanishing Wildflowers (1928)
- Memories of Bygone Eton (1928)
- Company I Have Kept (1930)
- Cum Grano (1931)
- The Creed of Kinship (1935)

## Sources
- Stephen Winsten Salt and His Circle (1951)
- George Hendrick Henry Salt: Humanitarian Reformer and Man of Letters (1977)